# Meridiano 113 oeste
El meridiano 113 oeste de Greenwich es una línea de longitud que se extiende desde el Polo Norte atravesando el Océano Ártico, América del Norte, el Océano Pacífico, el Océano Antártico y la Antártida hasta el Polo Sur.
El meridiano 113 oeste forma un gran círculo con el meridiano 67 este.
Comenzando en el Polo Norte y dirigiéndose hacia el Polo Sur, el meridiano 113 oeste pasa a través de:
| Coordenadas                        | País, territorio o mar | Notas                                                                                 |
| ---------------------------------- | ---------------------- | ------------------------------------------------------------------------------------- |
| 90°0′N 113°0′O / 90.000, -113.000  | Océano Ártico          |                                                                                       |
| 78°26′N 113°0′O / 78.433, -113.000 | Canadá                 | Territorios del Noroeste - Isla Borden                                                |
| 78°17′N 113°0′O / 78.283, -113.000 | Wilkins Strait         |                                                                                       |
| 77°54′N 113°0′O / 77.900, -113.000 | Canadá                 | Territorios del Noroeste - Isla Mackenzie King                                        |
| 77°31′N 113°0′O / 77.517, -113.000 | Unnamed waterbody      |                                                                                       |
| 76°16′N 113°0′O / 76.267, -113.000 | Canadá                 | Territorios del Noroeste - Isla Melville                                              |
| 75°5′N 113°0′O / 75.083, -113.000  | Liddon Gulf            |                                                                                       |
| 74°58′N 113°0′O / 74.967, -113.000 | Canadá                 | Territorios del Noroeste - Isla Melville                                              |
| 74°24′N 113°0′O / 74.400, -113.000 | Canal de Parry         | Viscount Melville Sound                                                               |
| 73°0′N 113°0′O / 73.000, -113.000  | Canadá                 | Territorios del Noroeste - Isla Victoria                                              |
| 70°35′N 113°0′O / 70.583, -113.000 | Prince Albert Sound    |                                                                                       |
| 70°19′N 113°0′O / 70.317, -113.000 | Canadá                 | Territorios del Noroeste - Linaluk Island y Isla Victoria Nunavut - Isla Victoria     |
| 68°29′N 113°0′O / 68.483, -113.000 | Golfo de la Coronación |                                                                                       |
| 67°57′N 113°0′O / 67.950, -113.000 | Canadá                 | Nunavut - Lawford Islands                                                             |
| 67°55′N 113°0′O / 67.917, -113.000 | Golfo de la Coronación |                                                                                       |
| 67°40′N 113°0′O / 67.667, -113.000 | Canadá                 | Nunavut Territorios del Noroeste - pasando a través del Gran Lago del Esclavo Alberta |
| 49°0′N 113°0′O / 49.000, -113.000  | Estados Unidos         | Montana Idaho Utah - pasando a través del Gran Lago Salado Arizona                    |
| 31°56′N 113°0′O / 31.933, -113.000 | México                 | Sonora                                                                                |
| 30°33′N 113°0′O / 30.550, -113.000 | Golfo de California    |                                                                                       |
| 28°27′N 113°0′O / 28.450, -113.000 | México                 | Baja California Baja California Sur                                                   |
| 26°33′N 113°0′O / 26.550, -113.000 | Océano Pacífico        |                                                                                       |
| 60°0′S 113°0′O / -60.000, -113.000 | Océano Antártico       |                                                                                       |
| 74°9′S 113°0′O / -74.150, -113.000 | Antártida              | Territorio no reclamado                                                               |